# Patrick O'Callaghan
El Dr. Patrick O'Callaghan (Derrygallon, Kanturk, Comtat de Cork, 28 de gener 1906 - 1 de desembre 1991) fou un atleta irlandès especialista en llançament de martell.
Fou la primera persona de la Irlanda independent que guanyà una medalla olímpica. Guanyà dues medalles d'or als Jocs d'Amsterdam 1928 i Los Angeles 1932, trencant el domini estatunidenc en la prova de martell.